# Harriet Andersson

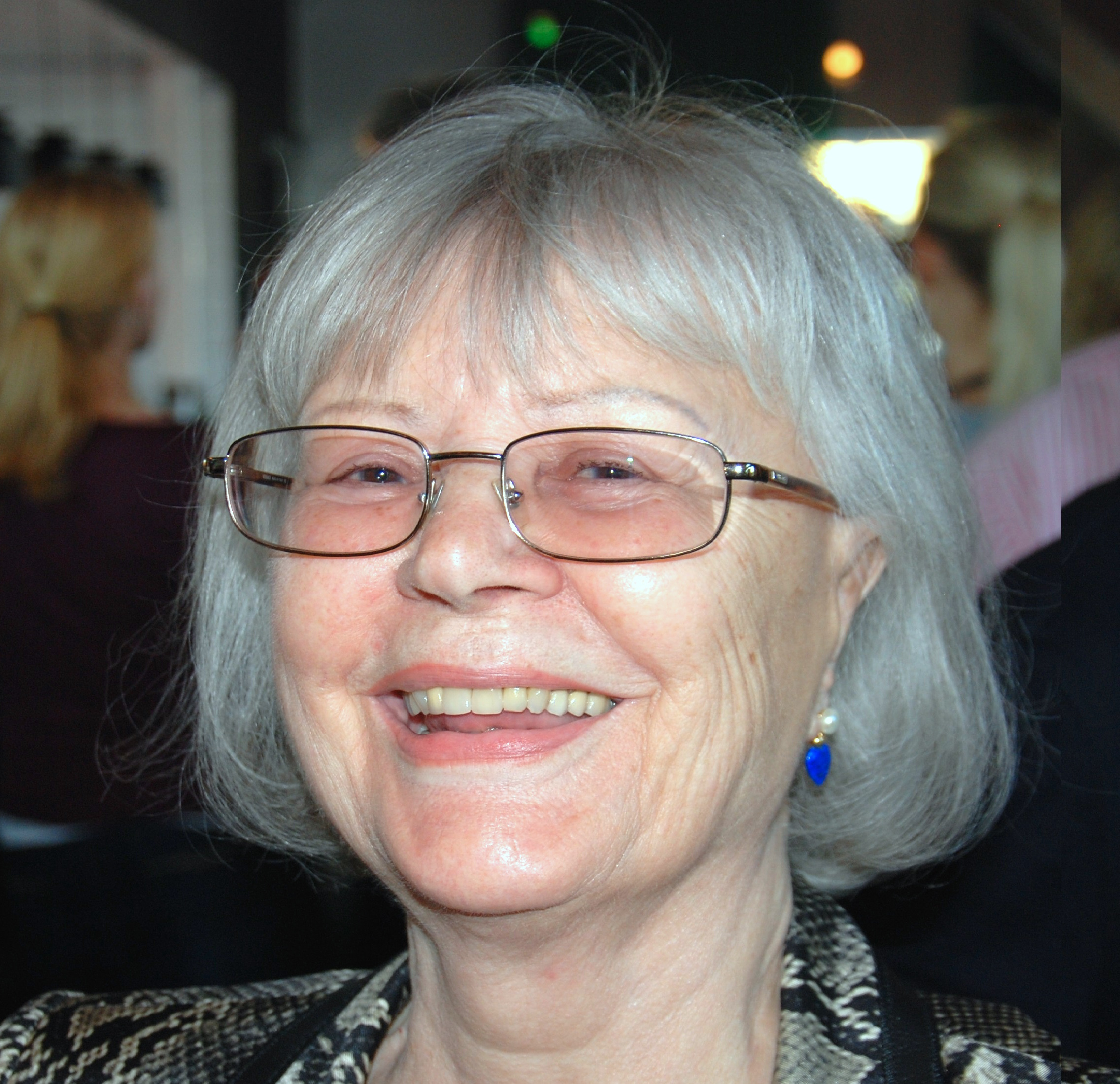
Harriet Andersson (2014)

Harriet Andersson (* 14. Februar 1932 in Stockholm, Schweden) ist eine schwedische Schauspielerin.

## Leben und Wirken
Harriet Andersson besuchte bereits in jungen Jahren die Calle Flygare Teaterskola und trat am Oscarsteatern auf. Nach ersten kleinen Kino- und Reklamefilmauftritten erhielt sie 1952 in Vilgot Sjömans Trots ihre erste größere Rolle. Weil sie auf der Leinwand eine starke Wirkung entfaltete, bot ihr Ingmar Bergman die Hauptrolle in Die Zeit mit Monika (1953) an, was ihren Durchbruch als Schauspielerin bedeutete. Im selben Jahr schloss sie sich Bergmans Theaterensemble am Stadttheater in Malmö an und war eine Zeit lang auch privat mit dem Regisseur liiert. Ihre bekannteste Rolle in dieser Zeit spielte sie in Bergmans Das Lächeln einer Sommernacht (1955). 1956 kehrte sie nach Stockholm ans Theater zurück und spielte unter anderem die Rolle der Anne Frank. In späteren Jahren wirkte sie in Bergmans Wie in einem Spiegel (1961), Schreie und Flüstern (1972) und Fanny und Alexander (1982) sowie Mai Zetterlings Liebende Paare (1964) und Die Mädchen (1968) mit. Von 1968 bis 1992 gehörte sie dem Ensemble des Königlichen Dramatischen Theaters an. Im Jahr 2003 drehte sie Dogville unter der Regie von Lars von Trier.
Ingmar Bergman bezeichnete Harriet Andersson 1992 in seinem Interviewbuch Tre dagar med Bergman (Drei Tage mit Bergman) als eine der besten Schauspielerinnen der Welt. „Ich denke, die Kamera liebt die Partikel, die Harriet umgeben, und sie mag sie auch“, erklärte er. 2005 veröffentlichte sie ihre in Form von Interviews mit dem schwedischen Filmkritiker Jan Lumholdt abgefasste Autobiografie mit dem Titel Harriet Andersson.

## Filmografie (Auswahl)
- 1949: Skolka skolan
- 1953: Die Zeit mit Monika (Sommaren med Monika)
- 1953: Abend der Gaukler (Gycklarnas afton)
- 1955: Frauenträume (Kvinnodröm)
- 1954: Lektion in Liebe (En lektion i kärlek )
- 1955: Das Lächeln einer Sommernacht (Sommarnattens leende)
- 1961: Barbara
- 1961: Wie in einem Spiegel (Såsom i en spegel)
- 1964: Zu lieben (Att älska) – Regie: Jörn Donner
- 1964: Liebende Paare (Älskande par) – Regie: Mai Zetterling
- 1964: Ach, diese Frauen (För att inte tala om alla dessa kvinnor)
- 1966: Anruf für einen Toten (The Deadly Affair)
- 1968: Kampf um Rom
- 1968: Die Mädchen (Flickorna)
- 1972: Schreie und Flüstern (Viskningar och rop)
- 1972: The Day the Clown Cried
- 1975: Die weiße Wand (Den vita vaggen) – Regie: Stig Björkman
- 1982: Fanny und Alexander (Fanny och Alexander)
- 1993: Höher als der Himmel (Høyere enn himmelen) – Regie: Berit Nesheim
- 1997: Selma und Johanna (Selma & Johanna – en roadmovie)
- 2003: Dogville
- 2010: Mord im Mittsommer (Morden i Sandhamn; Fernsehserie, 3 Folgen)
- 2013: Mord in Fjällbacka: Die Hummerfehde (Fjällbackamorden: Havet ger, havet tar; Fernsehfilm)

## Auszeichnungen
- 1964: Preis für die Beste Darstellerin auf den Internationalen Filmfestspielen von Venedig für Zu lieben
- 1973: Guldbagge für die Beste Hauptdarstellerin für Schreie und Flüstern
- 1975: Darstellerpreis auf dem Internationalen Filmfestival Moskau für Die weiße Wand